# Avlótopos
Avlótopos är en ort i Grekland.   Den ligger i prefekturen Thesprotia och regionen Epirus, i den västra delen av landet, 300 km nordväst om huvudstaden Aten. Avlótopos ligger 552 meter över havet och antalet invånare är 306.
Terrängen runt Avlótopos är bergig åt sydväst, men åt nordost är den kuperad. Runt Avlótopos är det glesbefolkat, med 8 invånare per kvadratkilometer. Närmaste större samhälle är Paramythiá, 11,5 km nordväst om Avlótopos. Trakten runt Avlótopos består till största delen av jordbruksmark.